# Одеський апеляційний суд
Одеський апеляційний суд — загальний суд апеляційної (другої) інстанції, розташований у місті Одесі, юрисдикція якого поширюється на Одеську область.
Суд утворений 27 червня 2018 року на виконання Указу Президента «Про ліквідацію апеляційних судів та утворення апеляційних судів в апеляційних округах» від 29 грудня 2017 року, згідно з яким мають бути ліквідовані апеляційні суди та утворені нові суди в апеляційних округах.
Апеляційний суд Одеської області здійснював правосуддя до початку роботи нового суду, що відбулося 3 січня 2019 року.
Рішення ВРП про переведення суддів до нового суду прийняте 28 грудня 2018 року.

## Структура
Структура суду передбачає посади голови суду, його заступників, керівника апарату, його заступників, суддів, їх помічників, секретарів, судових розпорядників, інші відділи та сектори.
Суддівський корпус формує судові палати: у цивільних справах та кримінальних справах. З числа суддів, що входять до палати, обирається її секретар.

## Керівництво
Голова суду — Колесніков Григорій Яковлевич
 Заступник голови суду — Котелевський Руслан Іванович
 Заступник голови суду — Дрішлюк Андрій Ігорович
 Керівник апарату — Холод Вікторія Володимирівна.